# أفولا
أفولا (بالإيطالية: Avola)‏ بلدة إيطالية ضمن مقاطعة سيراقوسة في صقلية سكانها 31.080 نسمة، تقع على الساحل الجنوبي الغربي للجزيرة مطلة على البحر الأيوني عند خليج نوتو.

## السكان
تطور النمو السكاني لـ أفولا

## الاقتصاد
اقتصاد المدينة مرتبط أساساً بالإنتاج الزراعية والمحاصيل، وصيد الأسماك هامشي. تشتهر بالمعجنات المرتبطة بإنتاجها لنوع خاص من اللوز يسمى "pizzuta".

## توأمة
لأفولا اتفاقيات توأمة مع:
- تراكي (2015 - )[7]

## أعلام
- جوزيبي دي جياكومو
- سالفاتوري كاروسو
- جيامباولو كاروسو
- كارميلو بارون